# Bret Taylor
Bret Taylor (nascido em 1980)  é um programador empresário americano. Ele foi o co-criador do Google Maps e CTO do Facebook. Taylor é Co-CEO da Salesforce e presidente do conselho do Twitter.

## Educação
Taylor graduou-se na Universidade de Stanford, onde obteve seu bacharelado e mestrado em ciência da computação em 2002 e 2003, respetivamente.

## Carreira
Em 2003, Taylor foi contratado pelo Google como gerente de produto associado. Em 2005, ele ajudou a criar o Google Maps. Taylor deixou o Google em junho de 2007 para ingressar na empresa de capital de risco Benchmark Capital como sócio, onde ele e vários outros ex-funcionários do Google fundaram a rede social FriendFeed. Taylor foi CEO do FriendFeed até agosto de 2009, quando a empresa foi adquirida pelo Facebook por cerca de US$ 50 milhões. A aquisição levou o Facebook a adotar o botão "Curtir" do FriendFeed. Após a aquisição, Taylor ingressou no Facebook e tornou-se CTO em 2010.
Em 2012, Taylor deixou o Facebook para fundar a Quip, concorrente do Google Docs. A Quip foi adquirida pela Salesforce em 2016. Naquele ano, o Twitter anunciou que Taylor foi nomeado para seu conselho de administração. Em 2021, tornou-se presidente do Twitter.
Em 2017, Taylor foi nomeado gerente de produtos da Salesforce. Em 2019, Taylor foi nomeado presidente e COO da Salesforce. Como COO, Taylor liderou a aquisição do Slack pela Salesforce, que fechou em 2021. Taylor também liderou a criação de um sistema chamado Customer 360 na Salesforce e iniciou um programa de gerente de produto associado na empresa. Em novembro de 2021, Taylor foi nomeado vice-presidente e Co-CEO da Salesforce.